# Samväldesspelen
Samväldesspelen (engelska: Commonwealth Games) är en tävling i en mängd sporter med deltagare från länderna inom Samväldet. Spelen har hållits sedan 1930. De hette åren 1930–1950 Brittiska imperiespelen, men efter att imperiet avvecklats har spelen bytt namn.
Samväldesspelen har många likheter med de olympiska spelen – de hålls till exempel vart fjärde år och har en liknande öppningsceremoni. Grenprogrammet påminner om de olympiska spelen, men med en del avvikelser beroende på vilka idrotter som är populära inom samväldet. 
Storbritannien är under spelen uppdelat i England, Skottland, Wales och Nordirland.

## Historia
Idén om ett idrottsevenemang för tävlande från hela det brittiska imperiet föreslogs första gången 1891 av John Astley Cooper, en engelsk präst. Hans idéer om en Pan-Britannic Festival med tillhörande anglo-saxisk olympiad spreds i pressen och det bildades John Astley Cooper-kommittéer i Australien, Nya Zeeland och Sydafrika.
År 1911 hölls Festival of Empire, på Kristallpalatset i London för att fira Georg V:s kröning. Under festivalen hölls idrottstävlingarna Inter-Empire Championships där lag från Australasien, Kanada, Sydafrika och Storbritannien deltog. Det tävlades i friidrott, boxning, brottning och simning. Kanada vann tävlingen och mottog Lonsdale Cup.
Journalisten Bobby Robinson var manager för det kanadensiska friidrottstruppen vid olympiska sommarspelen 1928, han drev sedan en framgångsrik kampanj för att organisera de första imperiespelen i Hamilton 1930.

### Brittiska imperiespelen

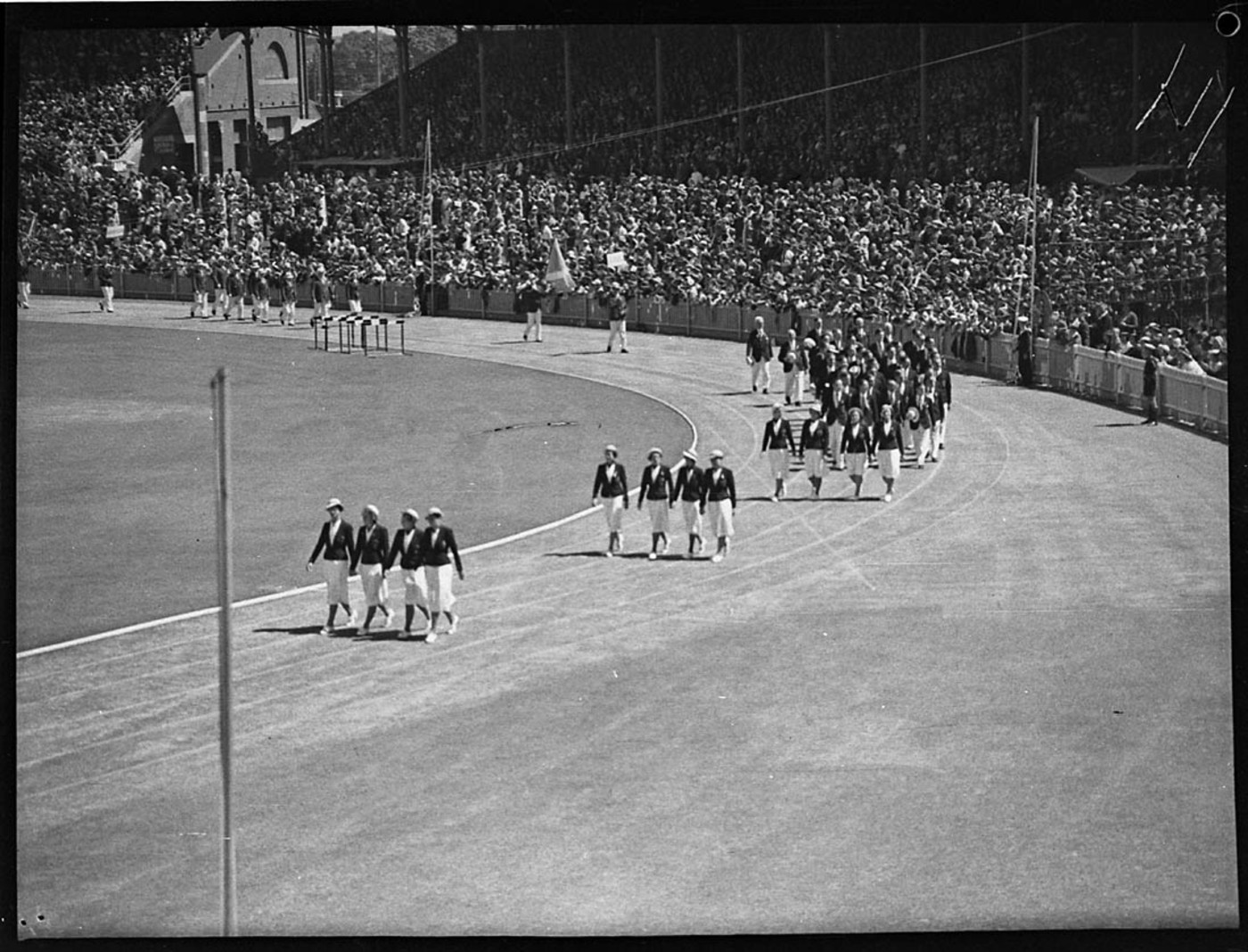
Deltagare tågar in på Sydney Cricket Ground under invigningsceremonin 1938.

Den första upplagan av de brittiska imperiespelen ägde rum 1930 i den kanadensiska staden Hamilton i provinsen Ontario. Elva nationer och kolonier: Australien, Bermuda, Brittiska Guyana, England, Irland, Kanada, Newfoundland, Nya Zeeland, Skottland, Sydfrika och Wales, deltog med 400 tävlande. Det tävlades det i sju sporter: bowls, boxning, brottning, friidrott, rodd, simhopp och simning. Kvinnor deltog endast i simning och simhopp.
Den andra upplagan av spelen hölls 1934 i London, de planerades ursprungligen att hållas i Johannesburg i Sydafrika, men på grund av oro över hur det sydafrikanska apartheidsystemet skulle påverka idrottare och funktionärer från Asien och Afrika flyttades de. Sexton lag deltog, Hongkong, Indien, Jamaica, Sydrhodesia och Trinidad och Tobago var med för första gången. De irländska idrottarnas tillhörighet är oklar, men inget officiellt lag från Irländska fristaten deltog. Rodd byttes på programmet mot cykling och vissa friidrottsgrenar arrangerades även för damer.
Brittiska imperiespelen 1938 blev de första att hållas på södra halvklotet, de hölls i Sydney och sammanföll med stadens 150-årsjubileum. Femton lag bestående av totalt 464 idrottare och 43 funktionärer deltog, Fiji och Ceylon gjorde sina debuter. Spelen följdes av ett uppehåll på tolv år på grund av andra världskriget.
De fjärde imperiespelen skulle ursprungligen ha arrangerats 1942 i Montréal, men tilldelades efter kriget istället Auckland i Nya Zeeland. 590 idrottare från tolv länder deltog i spelen, Malajiska federationen och Nigeria för första gången. Fäktning och tyngdlyftning tillkom på programmet.

### Brittiska imperie- och samväldesspelen

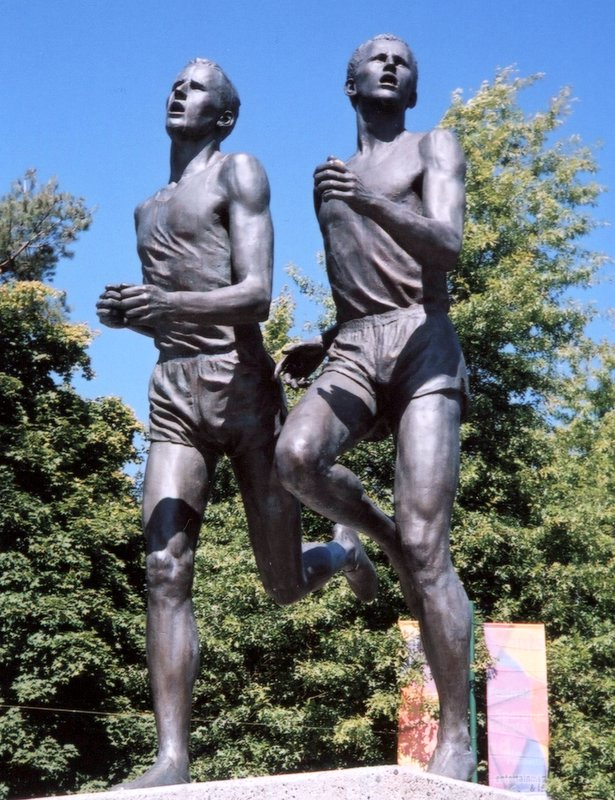
Staty i Vancouver till minne av Miracle Mile.

Brittiska imperie- och samväldesspelen 1954 i Vancouver var den första upplagan av spelen där nationer som ej längre var en del av imperiet deltog, en ändring som reflekterades i namnbytet. De var också de första spelen som direktsändes på TV. 24 lag deltog med totalt 662 idrottare och 127 funktionärer. Det tävlingarna blivit mest uppmärksammade för var finalloppet på en engelsk mil som blivit känt som the Miracle Mile, där två löpare (guldmedaljören Roger Bannister och silvermedaljören John Landy) sprang under drömgränsen fyra minuter i samma lopp för första gången.
Den sjätte upplagan av spelen hölls i Cardiff i Wales, de var det största idrottsevenemanget som hållits i Wales som också är det minsta landet som arrangerat ett samväldesspel. Det var första gången som Queen’s Baton Relay genomfördes före spelen. Över 1100 idrottare från 35 nationer och territorier deltog, 23 av dessa vann medaljer.
Spelen 1962 arrangerades i Perth i Western Australia, 863 idrottare och 178 funktionärer från 35 länder deltog. 1966 blev jamaicanska Kingston första ort utanför de "vita dominionerna" att stå värd för spelen. Badminton och sportskytte var med på programmet för första gången.

### Brittiska samväldesspelen
Brittiska samväldesspelen 1970 hölls i Edinburgh i Skottland, det var första gången Elizabeth II närvarade vid spelen i egenskap av Samväldets överhuvud. Det var också första gången metersystemet användes för samtliga distanser och elektroniskt målfoto introducerades.

## Spel
| År   | Ort          | Region            | Land           | Namn                                                                           |
| 1930 | Hamilton     | Ontario           | Kanada         | Brittiska imperiespelen (British Empire Games)                                 |
| 1934 | London       | England           | Storbritannien | Brittiska imperiespelen (British Empire Games)                                 |
| 1938 | Sydney       | New South Wales   | Australien     | Brittiska imperiespelen (British Empire Games)                                 |
| 1950 | Auckland     | Auckland City     | Nya Zeeland    | Brittiska imperiespelen (British Empire Games)                                 |
| 1954 | Vancouver    | British Columbia  | Kanada         | Brittiska imperie- och samväldesspelen (British Empire and Commonwealth Games) |
| 1958 | Cardiff      | Wales             | Storbritannien | Brittiska imperie- och samväldesspelen (British Empire and Commonwealth Games) |
| 1962 | Perth        | Western Australia | Australien     | Brittiska imperie- och samväldesspelen (British Empire and Commonwealth Games) |
| 1966 | Kingston     | Surrey County     | Jamaica        | Brittiska imperie- och samväldesspelen (British Empire and Commonwealth Games) |
| 1970 | Edinburgh    | Skottland         | Storbritannien | Brittiska samväldesspelen (British Commonwealth Games)                         |
| 1974 | Christchurch | Canterbury        | Nya Zeeland    | Brittiska samväldesspelen (British Commonwealth Games)                         |
| 1978 | Edmonton     | Alberta           | Kanada         | Samväldesspelen (Commonwealth Games)                                           |
| 1982 | Brisbane     | Queensland        | Australien     | Samväldesspelen (Commonwealth Games)                                           |
| 1986 | Edinburgh    | Skottland         | Storbritannien | Samväldesspelen (Commonwealth Games)                                           |
| 1990 | Auckland     | Aucklands region  | Nya Zeeland    | Samväldesspelen (Commonwealth Games)                                           |
| 1994 | Victoria     | British Columbia  | Kanada         | Samväldesspelen (Commonwealth Games)                                           |
| 1998 | Kuala Lumpur | Kuala Lumpur      | Malaysia       | Samväldesspelen (Commonwealth Games)                                           |
| 2002 | Manchester   | England           | Storbritannien | Samväldesspelen (Commonwealth Games)                                           |
| 2006 | Melbourne    | Victoria          | Australien     | Samväldesspelen (Commonwealth Games)                                           |
| 2010 | New Delhi    | NCR               | Indien         | Samväldesspelen (Commonwealth Games)                                           |
| 2014 | Glasgow      | Skottland         | Storbritannien | Samväldesspelen (Commonwealth Games)                                           |
| 2018 | Gold Coast   | Queensland        | Australien     | Samväldesspelen (Commonwealth Games)                                           |
| 2022 | Birmingham   | England           | Storbritannien | Samväldesspelen (Commonwealth Games)                                           |
| 2026 | –            | Victoria          | Australien     | Samväldesspelen (Commonwealth Games)                                           |

### Värdnationer

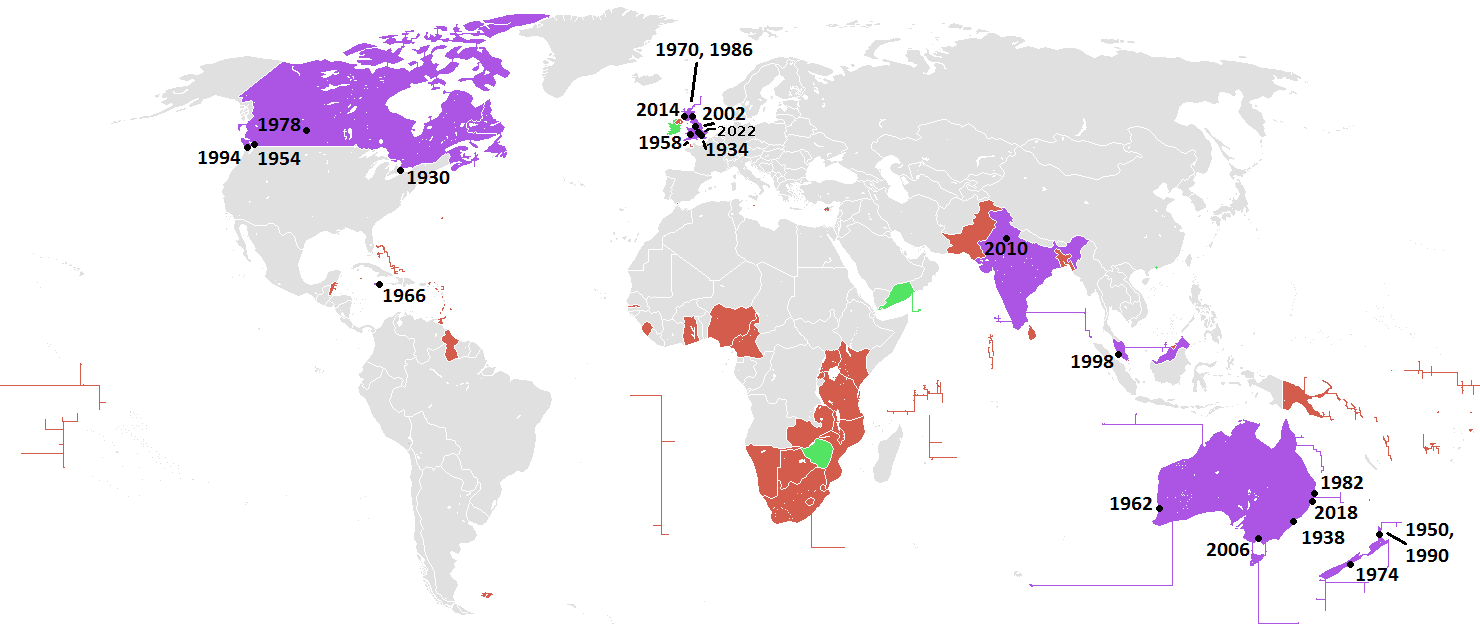
Karta över deltagande länder samt årtal och plats för respektive tävling:
Värdnationer
Andra länder som deltar i spelen
Länder som deltagit i spelen men inte längre gör det
• Värdort med årtal

| No. | Land        | Världsdel | Antal | Arrangörsår                        |
| --- | ----------- | --------- | ----- | ---------------------------------- |
| 1   | Australien  | Oceanien  | 6     | 1938, 1962, 1982, 2006, 2018, 2026 |
| 2   | Kanada      | Amerika   | 4     | 1930, 1954, 1978, 1994             |
| 3   | England     | Europa    | 3     | 1934, 2002, 2022                   |
| 3   | Nya Zeeland | Oceanien  | 3     | 1950, 1974, 1990                   |
| 3   | Skottland   | Europa    | 3     | 1970, 1986, 2014                   |
| 6   | Indien      | Asien     | 1     | 2010                               |
| 6   | Jamaica     | Amerika   | 1     | 1966                               |
| 6   | Malaysia    | Asien     | 1     | 1998                               |
| 6   | Wales       | Europa    | 1     | 1958                               |

## Sporter
Vid de brittiska imperiespelen 1930 tävlades det i sju sporter: friidrott, bowls, boxning, brottning, simning, simhopp och rodd. Fram till 1990-talet hade spelen tio eller färre sporter och inga lagsporter på programmet.
Ett nytt upplägg av programmet infördes med början vid spelen 1998, då inkluderades lagsporter för första gången (cricket, landhockey, netball och sjumannarugby). Nya regler infördes där sporter och discipliner klassades antingen som core sports, som var obligatoriska på programmet, eller som optional sports, vilka spelens arrangörer fick välja från så länge antalet idrottare inte översteg en viss gräns. Antalet core sports varierade mellan sex och sjutton och taket för lagidrotter förblev fyra.
I oktober 2021 tog Commonwealth Games Federation beslutet att införa en ny strategi för spelen, denna innebar bland annat att från och med samväldesspelen 2026 blir de enda obligatoriska sporterna vid ett samväldesspel friidrott och simning. Organisatörerna för spelen får sedan välja bland ett antal core sports så att det totala antalet sporter uppgår till cirka 15, utrymme ges även för att ansöka om att arrangera lokalt populära sporter.
| Sport (Disciplin)         | Sport (Disciplin) | Federation | År                               |
| ------------------------- | ----------------- | ---------- | -------------------------------- |
| Obligatoriska sporter     |                   |            |                                  |
| Friidrott                 |                   | WA         | 1930–                            |
| Simning                   |                   | FINA       | 1930–                            |
| Core Sports               |                   |            |                                  |
| 3x3                       |                   | FIBA       | 2022–                            |
| 3x3 (rullstol)            |                   | IWBF       | 2022–                            |
| Badminton                 |                   | BWF        | 1966–                            |
| Beachvolleyboll           |                   | FIVB       | 2018–                            |
| Bordtennis                |                   | ITTF       | 2002–                            |
| Bowls                     |                   | WB         | 1930–1962, 1970–                 |
| Boxning                   |                   | IBA        | 1930–                            |
| Brottning (fristil)       |                   | UWW        | 1930–1986, 1994, 2002, 2010–2022 |
| Bågskytte                 |                   | WAF        | 1982, 2010                       |
| Cricket                   |                   | ICC        | 1998, 2022–                      |
| Cykelsport (bana)         |                   | UCI        | 1934–                            |
| Cykelsport (landsväg)     |                   | UCI        | 1938–                            |
| Cykelsport (mountainbike) |                   | UCI        | 2002–2006, 2014–                 |
| Gymnastik (artistisk)     |                   | FIG        | 1978, 1990–                      |
| Gymnastik (rytmisk)       |                   | FIG        | 1978, 1990–1998, 2006–2022       |
| Judo                      |                   | IJF        | 1990, 2002, 2014, 2022           |
| Landhockey                |                   | FIH        | 1998–                            |
| Netball                   |                   | WN         | 1998–                            |
| Simhopp                   |                   | FINA       | 1930–                            |
| Sjumannarugby             |                   | WR         | 1998–                            |
| Squash                    |                   | WSF        | 1998–                            |
| Skytte                    |                   | ISSF       | 1966, 1974–2018, 2026            |
| Styrkelyft                |                   | IPC        | 2002–                            |
| Triatlon                  |                   | WT         | 2002–2006, 2014–                 |
| Tyngdlyftning             |                   | IWF        | 1950–                            |

| Sport (Disciplin)           | Sport (Disciplin) | Federation | År                          |
| --------------------------- | ----------------- | ---------- | --------------------------- |
| Tidigare sporter            |                   |            |                             |
| Basket                      |                   | FIBA       | 2006, 2018                  |
| Bowling                     |                   | IBF        | 1998                        |
| Brottning (grekisk-romersk) |                   | UWW        | 2010                        |
| Fäktning                    |                   | FIE        | 1950–1970                   |
| Konstsim                    |                   | FINA       | 1986–2006                   |
| Tennis                      |                   | ITF        | 2010                        |
| Vattenpolo                  |                   | FINA       | 1950                        |
| Arrangörsval                |                   |            |                             |
| Cykelsport (BMX)            |                   | UCI        | 2026                        |
| Golf                        |                   | IGF        | 2026                        |
| Rodd                        |                   | FISA       | 1930, 1938–1962, 1986, 2026 |